# Elizabeth Fry
Pour les articles homonymes, voir Fry.
Elizabeth (Betsy) Fry (21 mai 1780 à Norwich, Angleterre - 12 octobre 1845 à Ramsgate, Angleterre), née Gurney, est une réformatrice anglaise des prisons, réformatrice sociale et, ancrée dans sa foi quaker, une philanthrope chrétienne. Par son action, elle a permis la promulgation de nouvelles lois afin de rendre le traitement des prisonniers plus humain.

## Biographie

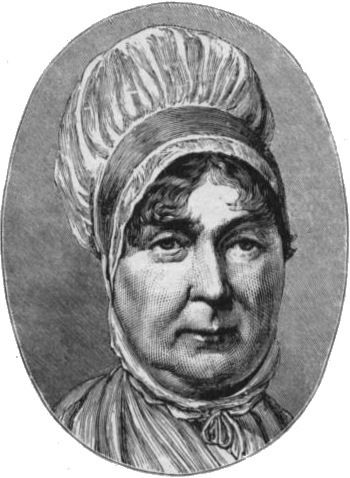
Elizabeth Fry

Elizabeth Gurney nait en 1780 à Norwich dans le comté de Norfolk en Angleterre, dans une famille Quaker. Motivée par la lecture des Évangiles, elle s'intéresse dès son adolescence aux pauvres, aux malades et aux prisonniers. À 20 ans, elle épouse Joseph Fry, le couple a onze enfants en seize ans.
En 1812, elle est horrifiée par ce qu'elle voit lors d'une visite à la prison de Newgate. Le lendemain, elle y retourne, apportant de la nourriture et des vêtements aux prisonniers. Puis, après une période de difficultés familiales (en particulier de difficultés financières à la banque Fry), elle retourne à la prison en 1816 et y crée une école pour les enfants emprisonnés avec leurs parents.
En 1817, elle devient membre-clef d'une organisation aidant les prisonnières et leurs enfants, et commence à être connue. Elle travaille à l'amélioration du traitement des prisonniers déportés vers l'Australie. Son influence s'étend jusqu'en France, en Prusse et en Russie. En 1818, elle rend compte devant la Chambre des Communes des conditions de vie dans les prisons britanniques, devenant ainsi la première femme à témoigner devant le Parlement britannique. Elle travaille également avec son beau-frère, Thomas Fowell Buxton pour faire réviser le code pénal.
Elle aide aussi les sans-logis, établissant un « abri nocturne », après avoir vu le cadavre d'un jeune garçon, durant l'hiver 1819-1820.
Son travail est restreint par la banqueroute de son mari en 1828, mais cela ne l'empêche pas de continuer. En particulier, elle se rend notamment en France où, en 1839, elle reçoit l'autorisation officielle de visiter toutes les prisons pour en faire une description détaillée. C'est durant sa tournée en France qu'elle fait étape à Congénies dans le Gard, pour y rencontrer la communauté quaker locale.
Elle meurt à Ramsgate en 1845 d'un accident vasculaire cérébral et est enterrée dans le cimetière quaker de Barking.

## Influence et hommages
Le créateur de la Croix-Rouge, Henry Dunant, écrit dans ses mémoires qu'en plus d'Harriet Beecher Stowe et Florence Nightingale, Elizabeth Fry de par ses travaux pour l'amélioration de la vie dans la prison a eu une influence sur lui.
En 1952, la poste allemande édite un timbre postal avec son portrait, sa valeur de 4+2 Pfennig comprend une surtaxe de bienfaisance. En 2002, la Banque d'Angleterre reproduisit son effigie sur les billets de cinq livres.
Au Royaume-Uni, des billets de 5 livres ont représenté Elizabeth Fry et ont été retirés de la circulation en 2017, remplacés par des coupures à l’effigie de Winston Churchill.

## Galerie

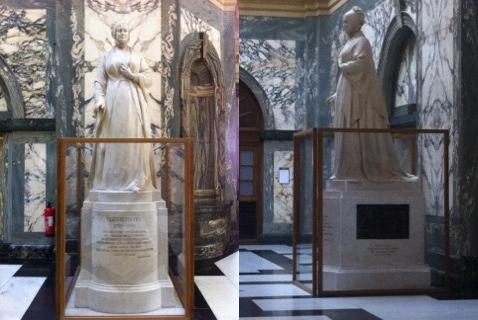
Statue à Old Bailey
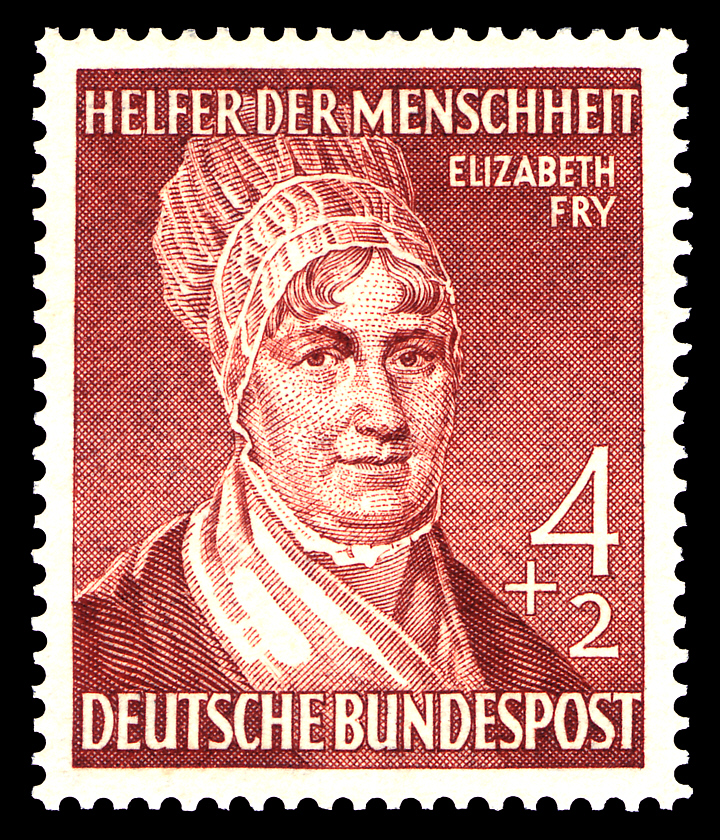
Timbre allemand, 1952
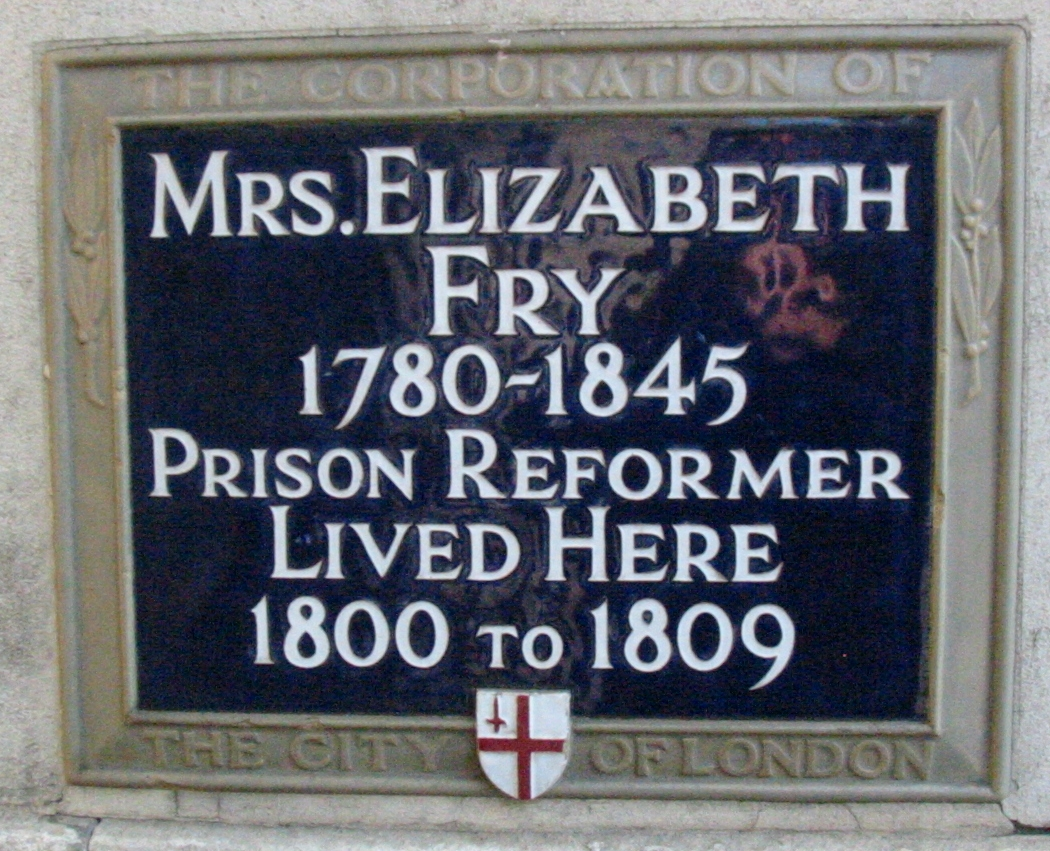
Plaque à Londres